# Zalesie (Kielce)
Pour les articles homonymes, voir Zalesie.
Zalesie est une localité polonaise de la gmina de Raków, située dans le powiat de Kielce en voïvodie de Sainte-Croix.